# 鈴木菊次郎
鈴木 菊次郎（すずき きくじろう、1868年9月30日（慶応4年8月15日） - 1935年（昭和10年）2月6日）は、三河国渥美郡田原村（現愛知県田原市）出身の実業家。

## 人物
1868年9月30日（慶応4年8月15日）、三河国渥美郡田原村325番屋敷において、大工幸左衛門の長男としてこの世に生を受けた。父の幸左衛門は、大工ではあったが、茶の湯や華道、短歌も嗜む教養人でもあった。
成人すると父の家業を継いで、大工の棟梁となり、30歳ごろ同郡赤羽根村の宮田たねを娶った。たねは小物問屋を自ら商い、飴細工を製造販売した。当地においては農家の副業として、自作の大麦により麦芽糖を精製し、引き飴やタン切り飴を売ることが行われていたという。
こうしたなか、1900年（明治33年）には伊勢神宮参詣の折にみた機械をもとに、独自の晒飴製造機を創り、その製造法を発明することとなった。当初の原材料はうるち米であったが、米価高騰もあり、1902年（明治35年）には廉価であったシャムからの砕米を使用する製造法の発明に成功している。
1905年（明治38年）には田原町大字田原字稗田において工場を建設し、「黄金飴」と銘打って大量生産に乗り出すこととなった。
しかし、1908年（明治41年）にはこの晒飴製造設備の権利を同町の伊藤忠四郎に譲渡し、自身は晒飴の加工品である固形飴を「翁飴」と称して製造販売することにした。翁飴は北海道産の寒天に砂糖と水飴を混ぜ煮詰め、色素・香料を加え、型に流し込んだ上に乾燥さんせて完成させたもので、型は父の幸左衛門が作った。名古屋では前野太吉商店・河合商店が特約販売を行い、東京では玉越吉松商店が「養老飴」と称して販売した。

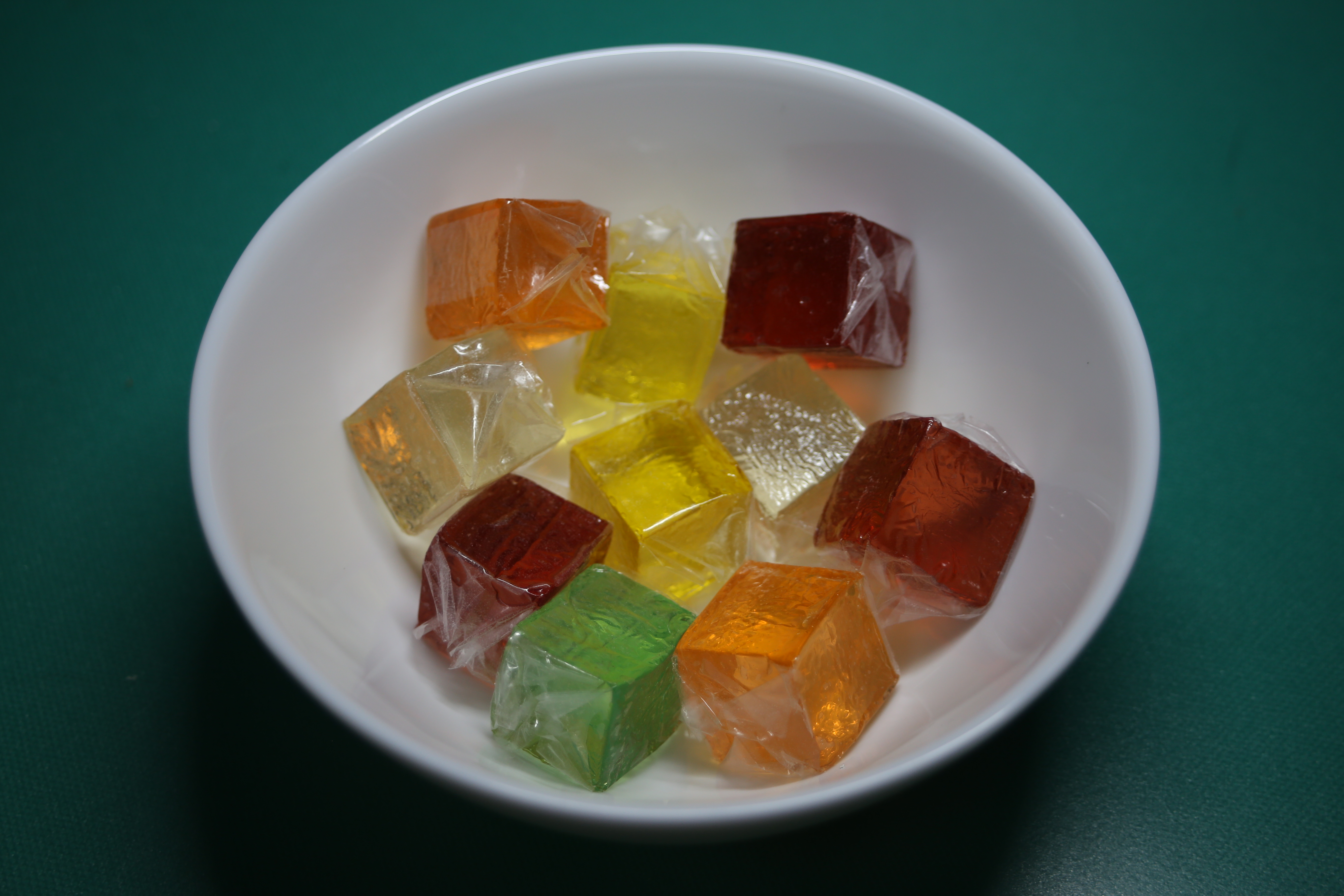
菊次郎の発明による「ゼリー」（2017年6月）

1914年（大正3年）には、新商品として「サイダボンボン」を開発する。これはのちにゼリーと名付けられることになるが、当初の名称の通り、飴にサイダーなどの清涼飲料水を混ぜ込むものであった。この柔らかい飴の軟度を保つために、オブラートの開発も行っている。ゼリーに類似する菓子は既に当時存在したものの、これをオブラートに包むことは菊次郎の発明であった。このオブラートは、菊次郎が飯炊き釜に残った吹きこぼれの乾燥したものを見て思いついたとされる。
ゼリーについては1920年（大正9年）、赤羽根村の杉原定吉（これはのちに杉本屋製菓に発展する）と販売特約を結び、さらには田原においては松井登（松井製菓）、名古屋においては1923年（大正11年）ごろから渡辺製菓が特約販売店としてそれぞれが販売を行うことになった。菊次郎は「特約店の面倒は一生見届ける」という信条の持ち主であり、これらの特約店は菊次郎に並々ならぬ誠意を見せたという。
オブラートについては1917年（大正6年）に東京山元オブラート株式会社に特許権を譲渡しており、製菓用に限らず医療用としても全国で使用されるようになった。
1932年（昭和7年）に至ると翁飴およびゼリーの製造機械を渡辺製菓や自社の職長を務めた藤目藤吉や鈴木道生に譲り、自身は大字加治字恩中においてミカン畑を営むことになった。
1935年（昭和10年）2月6日、入院加療中だった東京青山の病院において亡くなる。遺骨は田原町字新町の龍泉寺に葬られた。法名は釈諦亮。